# Guerra di mafia di Togliatti
La guerra di mafia di Togliatti (città russa) fu un violento conflitto interno della mafia russa avvenuto tra gli anni '90 e 2000, che ha coinvolto numerose organizzazioni criminali nate tra gli anni '80 e gli anni '90 nell'omonima città russa.

## Storia del conflitto
Alla fine degli anni '80, un gruppo di veterani della guerra sovietico-afghana, i Volgovskaya (il nome deriva dal nome dell'hotel in cui i membri del gruppo si sono riuniti e hanno formato l'organizzazione, l'hotel Volga), prese il controllo del mercato nero. La banda iniziò a creare le proprie imprese, principalmente legate al business automobilistico. Inoltre, riuscì a stabilire il controllo sulla tradizionale attività criminale di AvtoVAZ: la vendita di pezzi di ricambio rubati. Ma all'inizio degli anni '90, la banda non era ancora riuscita a conquistare la vendita di autovetture. Il massimo che era loro concesso in quel momento era di derubare gli acquirenti di auto private, a patto che ciò avvenisse al di fuori del territorio dello stabilimento.
Nel '92, la banda riuscì a conquistare il mercato delle autovetture e anche a creare diverse imprese espandendosi in tutta la città. nello stesso periodo iniziarono a nascere nuovi gruppi criminali che presto furono intenzionati a scacciare il gruppo dominante. Così il 16 settembre del 1992, con l'uccisione di un boss del gruppo Volgovskaya insieme a 4 suoi amici e il ferimento della sua guardia del corpo, iniziò il conflitto tra le parti. Nel periodo tra il 3 novembre e il 13 novembre dello stesso anno, vennero uccisi altri due leader dei Volgovskaya. Quest'ultimi, per portare avanti il conflitto, fondarono un'alleanza col gruppo Slonovskaya, detti gli elefanti, la più potente organizzazione criminale nella regione del Rjazan. In pochi anni il conflitto provocò molte vittime. Il 13 marzo del 1993 avvenne una violenta sparatoria tra i Volgovskaya e una banda rivale, circa 50 persone rimasero ferite, la strage fu evitata soltanto grazie ad una tempestiva risposta delle forze dell'ordine. Proseguendo le violenze e le rivalse Il 25 novembre del 1993, un commando armato del gruppo Slonovskaya, a colpi di fucile d'assalto, devastò un bar al cui interno erano presenti diversi membri di un gruppo rivale tra cui il loro leader, 8 persone rimasero uccise e altre 9 ferite, il leader del gruppo riuscì a salvarsi nascondendosi dietro al bancone del bar. Ancora, Il 31 marzo del 1994, un leader del gruppo Slonovskaya venne ucciso con quattro colpi di pistola. Il 3 aprile del 1994, un membro di una banda rivale al gruppo Slonovskaya, tentò di far saltare in aria una chiesa durante il funerale del leader dei Volgovskaya, ucciso 4 giorni prima, utilizzando un ordigno esplosivo artigianale, diversamente da quanto pianificato l'innesco dell'esplosivo si attivò prima che il criminale riuscisse a raggiungere l'interno dell'edificio sacro, avvenne, così, una violenta esplosione che distrusse diverse auto e uccise l'attentatore.
Il 9 maggio del 1994, un membro del gruppo Volgovskaya, veterano della guerra sovietico-afghana, venne ucciso nel suo appartamento. La mattanza continuò e nel corso del tempo altri gruppi partecipano al conflitto, tra questi vi erano militanti della mafia cecena, per lo più veterani della prima guerra cecena, e anche alcuni gruppi di terroristi ceceni. Nel 1997, il governo russo decise di inviare 2 300 unità militari per pattugliare la città di Togliatti. Il 24 aprile del 1998 venne ucciso il più potente boss russo di Togliatti, Dmitry Alexandrovich Ruzlyaev, detto Dima Bolshoi leader del gruppo Volgovskaya, insieme al suo autista, nella sparatoria venne ferito un attentatore che verrà in seguito arrestato. Il 10 febbraio del 1999 fu provocato da alcuni mafiosi un incendio nell'edificio della direzione degli affari interni nella città di Samara, nell'incendio rimasero uccise 57 persone e più di 200 rimasero ferite, la maggior parte dei documenti che furono bruciati tracciavano lo schema delle attività dei gruppi criminali di AvtoVAZ.
Il 22 maggio del 2000, Dmitry Vadimovich Ogorodnikov, maggiore di polizia impegnato nella lotta a queste organizzazioni criminali, venne ucciso da 5 sicari del gruppo Volgovskaya i quali presero d'assalto il veicolo del maggiore con mitragliatrici di grosso calibro. I colpi sparati furono una trentina, 28 dei quali colpirono Ogorodnikov uccidendolo, in seguito i killer furono identificati da testimoni e successivamente arrestati e condannati. La "guerra" terminò nel 2008 nel momento in cui tutti i leader dei gruppi risultarono arrestati o uccisi. Durante il conflitto, oltre che mafiosi, furono uccisi 4 giornalisti e due membri delle forze dell'ordine.

## Cimitero criminale
Nel cimitero di Banykinskoe ci sono due vicoli degli eroi, uno ufficiale in cui sono sepolti i soldati caduti in guerra, l'altro invece non ufficiale in cui sono sepolti i boss mafiosi caduti nel conflitto.